# 降矢由美子
降矢 由美子（ふるや ゆみこ、1958年6月4日 - ）は、日本の女優。本名、村上 由美子（旧姓の本名は芸名と同じ）。
東京都出身。東京都立町田高等学校卒業。

## 来歴・人物
初出演作品は1981年の『月光仮面 THE MOON MASK RIDER』。
1983年にテレビ朝日系で放映された特撮テレビドラマ『宇宙刑事シャリバン』のリリィ役で知られる。
撮影終了後に、同番組でスーツアクターを務めた村上潤と結婚。2003年に離婚。村上との間に子供が4人いる。
2009年『革命ステーション5+25』に出演し、活動を再開。
2021年2月、『宇宙刑事シャリバン』で共演していた長門 美雪とともに、YouTubeチャンネル『ふるうなchannel』を開設、コメディ動画やトーク番組などを発信している。
特別証券外務員2種・サービス介護士2級。

## 出演

### テレビドラマ
- はらぺこ同志（1982年、TBS）- 早苗 役
- ザ・ハングマンII 第24話「爆走サーキット 注射オレンジすり替え作戦」（1982年、ABC） - 田沢涼子 役
- 宇宙刑事シャリバン（1983年 - 1984年、ANB） - リリィ 役
- 新・警視庁捜査一課9係 第11話「生命の捜査線」（2009年、EX）
- ハンマーセッション! 第9話「ついに詐欺師の正体が暴かれる!! 衝撃の最終章始まる!!」（2010年、TBS） - 甲斐美津子 役
- 爆報! THE フライデー　再現ドラマ『芳村真理』『田村セツコ』など

### 映画
- 月光仮面 THE MOON MASK RIDER（1981年、日本ヘラルド映画） - 中山めぐみ 役
- 無力の王（1980年、東映セントラルフィルム）
- 農家の嫁は、取り扱い注意! - 駒田貴和子 役

### バラエティ
- クイズ！脳ベルshow （2021年11月、BSフジ）宇宙刑事シャリバンで共演した渡洋史と共に出演し優勝

### ネットムービー
- 革命ステーション5+25（2009年、LISMO）

### 舞台
- 髪結う時　主演 (2011年、TOKYOハンバーグProduce Vol.9)
- 朗読ライブ(2011年12月、川端康成短編集より)
- 幻法大阪城　ゲスト出演 (2016年4月)　- 柳生茜役
- うそつきお扇(2019年1月、浅草ゆめまち劇場)
- ネット配信舞台【不滅のヒーロー『和気清麻呂』】（2020年12月〜2021年1月）劇団新歴史大陸ー称徳天皇役ー

### CM
- サントリーモルツ
- docomo
- サントリーボス
- ダスキンなど
- まつ毛デラックス

### その他
- (株)世紀　ナレーション (2017年)
- パリ漫画イベント (2015年2月)
- ニコニコ動画出演
- YouTube　渡嘉敷勝男☆トカちゃんが行く！！【ダイエット&恋♥トレGYM】　～恋♥ダイエット・トカちゃんトレーニング法～第4回 (2020年7月)
- YouTube 【ふるうなchannel】（2021年2月）
- DVD『日本極道戦争第三章』『日本極道戦争第四章』